# Karl Muck

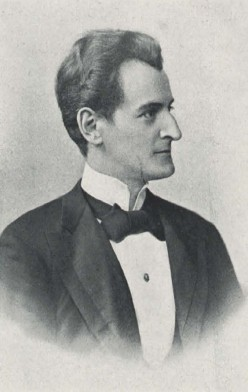
Karl Muck (1898)

Karl Muck (* 22. Oktober 1859 in Darmstadt; † 3. März 1940 in Stuttgart) war ein deutscher Dirigent.

## Leben

### Herkunft und Familie
Karl Muck wurde als Sohn des bayerischen Ministerialrats Alois Jakob Muck (1824–1891) geboren, der auch als Dirigent, Komponist und Theaterdirektor wirkte. Dieser war ein Sohn des Würzburger Augenarztes Christian Eugen Muck († 1858). Schon der Urgroßvater Alois Muck (1761–1830), der zunächst Philosophie studiert hatte, war königlich bayerischer Hof- und Kammersänger. Auch dessen Tochter, Karl Mucks Großtante Josefa Muck, war eine bekannte bayerische Hoftheatersängerin.
Karl Muck war ab 1887 mit Anita Portugall (* 1865 Graz; † 1921 Berlin) verheiratet, der Tochter des Grazer Bürgermeisters Ferdinand Portugall.

### Werdegang
Nach Absolvierung des humanistischen Gymnasiums begann Muck das Musikstudium am Würzburger Collegium musicum academicum. Zudem studierte er Klassische Philologie an der Ruprecht-Karls-Universität Heidelberg. 1877 setzte er seine Studien an der Universität Leipzig fort, wo 1880 seine Promotion zum Dr. phil. erfolgte. Parallel dazu absolvierte er Musikstudien am Leipziger Konservatorium bei Carl Reinecke (Klavier), Ernst Friedrich Richter (Musiktheorie) und bei Oscar Paul (Musikwissenschaft). 1880 Jahr debütierte er als Pianist im Gewandhaus mit dem Klavierkonzert b-Moll von Xaver Scharwenka. 
Seine Laufbahn begann Muck 1880/81 als Chorleiter und Kapellmeister in Zürich. Es folgten Stationen in Salzburg (1882), wo er eine Stelle als Operettenkapellmeister innehatte, und Brünn (1883–1884). Anschließend wirkte er in  Graz (1884–1886) und 1886 als Erster Kapellmeister am Deutschen Landestheater in Prag.
Muck wurde 1892 Erster Kapellmeister an der Königlichen Hofoper Berlin und wirkte dort von 1908 bis 1912 als Generalmusikdirektor.
In den USA leitete Muck von 1912 bis 1918 das Boston Symphony Orchestra, mit dem er bereits in der Zeit von 1906 bis 1908 zusammengearbeitet hatte. Nach dem Kriegseintritt der USA im Jahr 1917 kam es zu einem Eklat, nachdem Muck es angeblich abgelehnt hatte – er selbst äußerte sich, er habe von dem Anliegen nichts gewusst – in einem Konzert die amerikanische Nationalhymne zu spielen. Als die Angelegenheit durch Pressekampagnen eskalierte, wurde er zum „Enemy Alien“ erklärt und von März 1918 bis zu seiner Ausweisung am 21. August 1919 in einem Lager in Oglethorpe (Georgia)   interniert. (Siehe auch Geschichte der Deutschen in den Vereinigten Staaten: Der Erste Weltkrieg).
In der Zeit zwischen 1920 und 1925 dirigierte er als Stellvertreter von Willem Mengelberg das Amsterdamer Concertgebouw-Orchester. 1922 übernahm er die Leitung der  Philharmoniker Hamburg. Nach seinem letzten Konzert mit diesem Orchester am 19. Mai 1933 trat er in den Ruhestand.
Muck gilt als einer der ersten Reisedirigenten. Im Ausland gab er Konzerte vorzugsweise in London und ab 1906 in Boston (USA). Von 1903 bis 1906 arbeitete er auch abwechselnd mit Felix Mottl mit den Wiener Philharmonikern. Ein weiterer Schwerpunkt von Mucks Wirken waren von 1901 bis 1930 die Bayreuther Festspiele; hauptsächlich dirigierte er dort den Parsifal. Auch hatte er von 1894 bis 1911 die Leitung des Schlesischen Musikfestes in Görlitz inne. 1925 dirigierte er den Don Giovanni bei den Salzburger Festspielen, und damit die erste, aus einem Theater (dem Salzburger Stadttheater) durch Rundfunk (die Radio Verkehrs AG RAVAG) übertragene Oper.
Als Musiker galt Muck als streng und sachlich. Er war ein hervorragender Kenner von Richard Wagners Opern, bei denen er breite, pathetische Zeitmaße pflegte. Er setzte sich dafür ein, die Besetzungen für die Aufführungen von Wagner-Werken möglichst „judenfrei“ zu halten und nur, wenn keine Alternativen zur Verfügung standen, „in den sauren jüdischen Apfel [zu] beißen“, wie er formulierte. Auch im Bayreuther Festspiel-Orchester waren keine jüdischen Musiker erwünscht. Zusätzlich soll Muck sogenannte „Köpfungslisten“ geführt haben, die abzuarbeiten seien. Er markierte seinen Namen überdies immer mit einem Hakenkreuz und setzte dahinter ein Ausrufezeichen. So lehnte Muck die Aufnahme des Geigers Hendrik Prins als „windelweiches Gesuch“ ab; eigentlich sei „der Kaffer gar keine Antwort werth“. Prins wurde später im Konzentrationslager Auschwitz ermordet. Ein ähnliches Schicksal erlitt der Wiener Cellist Lucian Horwitz, der 1924 auf der Ersatzliste des Festspielorchesters gestanden hatte. Muck versah seinen Namen mit einem Hakenkreuz und der Anmerkung „jüdisch“. Horwitz wurde später ebenfalls in Auschwitz ermordet.
Der Platz zwischen der Hamburger Musikhalle und dem heutigen Brahms Kontor trug ab 1934 Mucks Namen. Im April 1997, hundert Jahre nach Brahms’ Tod, erfolgte die Umbenennung in Johannes-Brahms-Platz. Ein Grund dafür war auch Mucks Verehrung für Adolf Hitler.

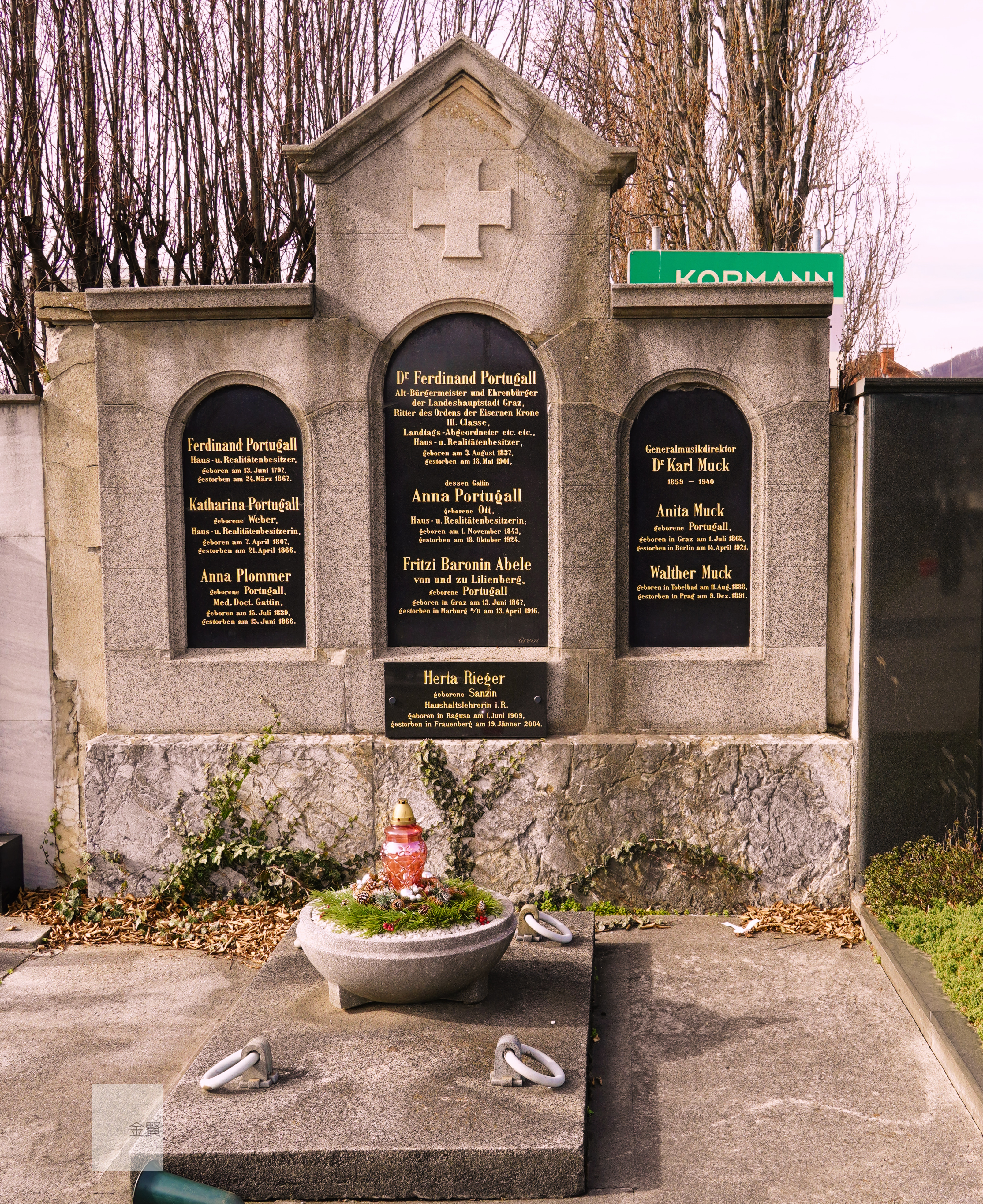
Familiengrab Portugalls im Steinfeldfriedhof Graz

Die Grabstätte von Karl Muck befindet sich auf dem Steinfeldfriedhof in Graz. Dort sind auch seine Frau Anita geb. Portugall (1865–1921) und ihr gemeinsamer Sohn Walther (1888–1891) begraben.

## Ehrungen (Auswahl)
- Ehrenbürger von Bayreuth (1926)
- Johannes-Brahms-Medaille der Stadt Hamburg (1928)
- Adlerschild des Deutschen Reiches (1939)